# Dame Edna Everage

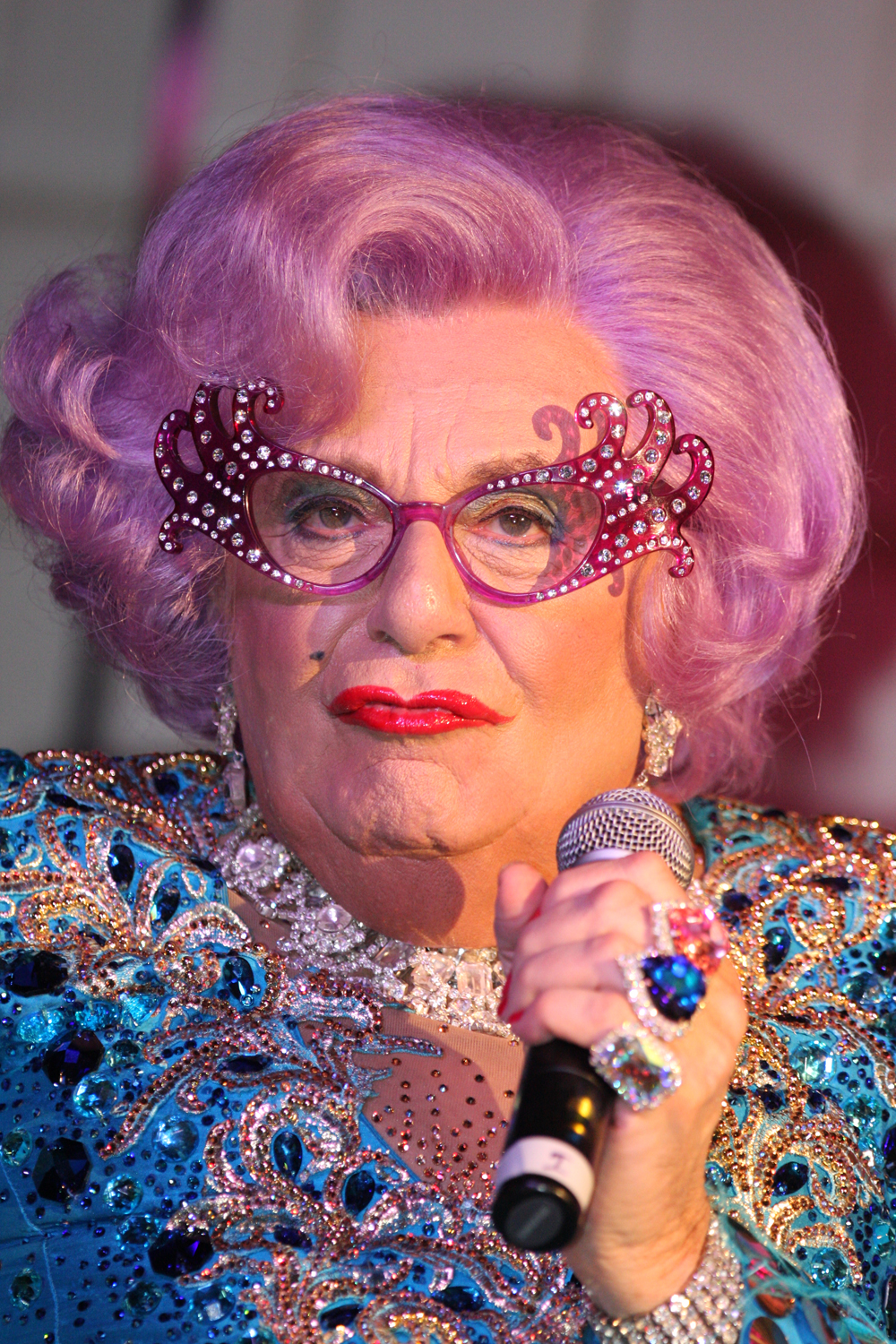

Dame Edna Everage – postać fikcyjna, którą stworzył i odtwarzał australijski komik Barry Humphries. Humphries napisał kilka książek pod nazwiskiem Dame Edny oraz prowadził programy telewizyjne (w których sam był gościem). W 1979 roku BBC nakręciło odcinek mockumentary Arena, którego bohaterką była Dame Edna (La Dame aux Gladiolas).
Barry Humphries utrzymywał, że Dame Edna jest jedynie postacią, którą on gra, zaś Dame Edna zaprzecza, że jest postacią fikcyjną lub wykonawcą drag i uważa Barry’ego za swojego menedżera. Dame Edna wielokrotnie powtarza, że sam pomysł, by mężczyzna przebierał się za kobietę w celach rozrywkowych jest odrażający.

## Fikcyjna biografia
Według autobiografii Dame Edny oraz jej własnych słów urodziła się ona pod nazwiskiem Edna May Beazley w miasteczku Wagga Wagga. Ma siostrę, matkę Barry’ego McKenziego. Swoją karierę rozpoczęła 19 grudnia 1955 jako Mrs. Norm Everage – „przeciętna australijska gospodyni domowa” z Moonee Ponds na przedmieściach Melbourne.
Znakiem rozpoznawalnym Edny są włosy koloru lila (które według niej są naturalne) i okulary typu „cat eye”. Spędza czas odwiedzając głowy państw oraz podróżując między Los Angeles, Londynem, Sydney, Szwajcarią i wyspą Martha’s Vineyard. Jest przyjaciółką i powierniczką królowej brytyjskiej Elżbiety II.
Dame Edna, podobnie jak Humpries, ma trójkę dorosłych dzieci: córkę – Valmai (która asystowała Dame Ednie podczas kręcenia jej najnowszego programu dla ITV1 The Dame Edna Treatment) oraz dwóch synów – Bruce (żonaty z Joylene) i jej najmłodsze dziecko Kenneth (lub Kenny), który według Edny wydaje się być karykaturą geja. Dame Edna jest nieświadoma orientacji seksualnej syna, mimo że często wspomina jego „partnera” Clifforda Smale’a. W filmie dokumentalnym sir Les Pattersona Les Patterson and the Great Chinese Takeaway Kenny został pokazany jako właściciel butiku w Hongkongu. Matka Dame Edny jest osadzona w silnie strzeżonym domu dla szaleńców. Mąż Edny, sir Norman Everage, zmarł w 1988 roku po wielu latach hospitalizacji w związku z problemami z prostatą. Valmai i Kenny są dotychczas jedynymi członkami rodziny widzianymi publicznie.
Poza wymienionymi członkami rodziny na scenie towarzyszyła jej również Madge Allsop (grana przez Emily Perry) – druhna Edny, która nigdy nie wypowiedziała słowa. W 2008 Madge Allsop zmarła w wieku 100 lat, a jej miejsce na scenie zajęła Valmai.
Dame Edna jest również znana i chwalona za swoje cyniczne spostrzeżenia dotyczące swojej ojczyzny i rodaków.
Jest założycielką i prezesem „Przyjaciół Prostaty” („Friends of the Prostate”) i założycielką „Olimpiady Prostaty” („The World Prostate Olympics”).

### Wyróżnienia
7 marca 2007 roku burmistrz Melbourne, John So, zmienił nazwę jednej z ulic miasta na Dame Edna Place. Podczas ceremonii otwarcia Dame Edna była nieobecna, jednak była reprezentowana przez 10 sobowtórów.
16 czerwca 2007 Barry Humphries, alter ego Dame Edny, otrzymał Order Imperium Brytyjskiego.
W 2008 roku firma MAC Cosmetics w swojej zimowej linii kosmetyków wyprodukowała kolekcję „Dame Edna” zawierającą m.in. cienie do powiek, szminkę, puder i lakier do paznokci.

## Kariera
Dame Edna zadebiutowała w 1955 roku. Od tego czasu występowała w teatrze (m.in. na londyńskim West Endzie i nowojorskim Broadwayu). W latach 2001–2002 Dame Edna zagrała w piątym sezonie serialu Ally McBeal, grając rolę Claire Otoms.